# Вејнсборо (Пенсилванија)
Вејнсборо (енгл. Waynesboro) град је у америчкој савезној држави Пенсилванија.

## Демографија
По попису из 2010. године број становника је 10.568, што је 954 (9,9%) становника више него 2000. године.
| Група             | 2000.         | 2010.         |
| Белци             | 9.065 (94,3%) | 9.578 (90,6%) |
| Афроамериканци    | 252 (2,6%)    | 319 (3,0%)    |
| Азијати           | 48 (0,5%)     | 65 (0,6%)     |
| Хиспаноамериканци | 148 (1,5%)    | 386 (3,7%)    |
| Укупно            | 9.614         | 10.568        |